# Aiga-i-le-Tai
Aiga-i-le-Tai – jeden z dystryktów Samoa, położony zachodniej części wyspy Upolu i zajmujący dwie wysepki: Manono i Apolima w cieśninie Apolima, o powierzchni 27 km². W 2001 roku liczba ludności wyniosła 4508 mieszkańców. Ośrodkiem administracyjnym jest Mulifanua.
W Mulifanua znajduje się port, drugi co do ważności na wyspie, stanowiący miejsce głównej łączności pomiędzy wyspami Upolu i Savaiʻi.